# PKP ET42 sorozat
A PKP ET42 sorozat egy lengyel tehervonati kétszekciós  Bo'Bo'+Bo'Bo' tengelyelrendezésű 3000 V DC áramrendszerű villamosmozdony-sorozat. 1978 és 1982 között gyártotta a NEVZ. Összesen 50 db készült belőle.